# Ficus petiolaris
Ficus petiolaris är en mullbärsväxtart. Ficus petiolaris ingår i släktet fikonsläktet, och familjen mullbärsväxter.

## Underarter
Arten delas in i följande underarter:
- F. p. jaliscana
- F. p. petiolaris

## Bildgalleri

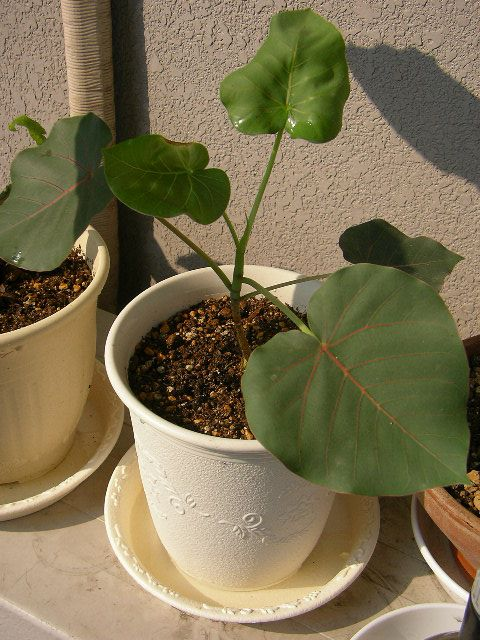